# 元山国际友谊航空展
元山国际友谊航空展或元山航展是2016年9月在朝鲜江原道首府元山市的元山机场举办的航展。

## 2016年
在2016年的元山航展上，朝鲜人民军空军展示了多架飞机，包括苏-25 、 米格-21和米格-29战斗机。    此外，朝鲜国家航空公司高丽航空的图-134 、 图-154 、 安-24 、 伊尔-62和伊尔-76也参加了航展。大约有10000到15000名当地观众观看了演出，还有一些国际记者和大约200名 国际航空爱好者。 

## 2017年
最初计划每两年举办一次航展，但在2017年3月宣布第二届航展将于2017年9月23日至24日举行。  
2017年8月，本年度的航展因“地缘政治”而被取消。 